# Rob van den Wildenberg
Rob Petrus Karel Wilhelmina van den Wildenberg (nascido em 2 de março de 1982) é um ciclista de BMX holandês.
Van den Wildenberg conquistou uma medalha de bronze na Copa do Mundo de BMX, realizada em 2005 na cidade de Reutlingen, Alemanha. Uma temporada mais tarde, ele ganhou uma medalha de prata (dupla) em Kampen e na temporada de 2007/2008, conquistou sua segunda medalha de bronze de carreira por terminar em terceiro na Échichens.
Qualificou-se para os Jogos Olímpicos de Verão de 2008 em Pequim. Lá, Van den Wildenberg terminou em quinto na prova de BMX masculino.